# Bill Schelter
William Frederick Schelter (Canadá, 15 de octubre de 1947 – Rusia, 30 de julio de 2001)  fue un profesor de matemáticas en la Universidad de Texas en Austin y programador y desarrollador de software en Lisp.

## Biografía
A Schelter se le atribuyen el desarrollo de la implementación de Common Lisp GNU Common Lisp (gcl) y la versión con licencia GPL del sistema algebraico computacional Macsyma llamada Maxima. También se le atribuye el primer port del compilador de C de GNU a la arquitectura Intel 386, que se usó en la implementación original del núcleo Linux .
Schelter obtuvo su doctorado en la Universidad McGill en 1972. Su especialidad matemática era el álgebra computacional y sus aplicaciones, incluyendo la demostración automática de teoremas en geometría.
En verano de 2001, a los 54 años, falleció repentinamente por infarto agudo de miocardio[cita requerida], mientras viajaba por Rusia.